# Sitarobrachys
Sitarobrachys is een geslacht van kevers uit de familie oliekevers (Meloidae).
Het geslacht is voor het eerst wetenschappelijk beschreven in 1883 door Reitter.

## Soorten
Het geslacht omvat de volgende soort:
- Sitarobrachys thoracica (Kraatz, 1862)